# Ivan Silva (decatlo)
Ivan Scolfaro Caetano da Silva (São Bernardo do Campo, 30 de julho de 1982) é um decatleta brasileiro. Participou dos Jogos Pan-americanos de 2007, ficando em sétimo lugar, com 7665 pontos.

## Títulos
- 1998: Campeão Brasileiro Menor e Campeão Sulamericano Menor (Hexatlo)
- 1999: Campeão Brasileiro Menor (Hexatlo) e Campeão Brasileiro Juvenil (Decatlo)
- 2000: Campeão Brasileiro Juvenil Campeão Sulamericano Juvenil e Nono lugar no Campeonato Mundial Juvenil(Decatlo)
- 2001: Campeão Brasileiro Juvenil, Campeão Sulamericano Juvenil, Campeão Panamericano Juvenil e Terceiro lugar no Trofeu Brasil(Decatlo)
- 2002: Terceiro lugar Iberoamericano (Decatlo)
- 2005: Campeão Brasileiro Adulto e Vice-Campeão Sulamericano Adulto(Decatlo)
- 2007: Vice-Campeão Brasileiro (Decatlo)
- 2008: Vice-Campeão Brasileiro (Decatlo)

## Melhores marcas
- 100m: 11s10 (2005)
- 400m: 48s87 (2005)
- 1500m: 4m29s45 (2008)
- 110m com barreiras: 14s42 (2007)
- Salto em altura: 2m02 (2005)
- Salto com vara: 4m70 (2008)
- Salto em distância: 7m31 (2005)
- Arremesso de peso: 14m23 (2009)
- Arremesso de disco: 44m09 (2007)
- Lançamento de dardo: 62m12 (2006)
- Decatlo: 7825 pontos (2007)